# 榕江県
榕江県（ようこう-けん）は中華人民共和国貴州省黔東南ミャオ族トン族自治州に位置する県。

## 地理
県内に都柳江、寨蒿河、平永河が流れ、滝群とガジュマルの群落がある。ミャオ族、トン族が多く居住しており、2009年に中華人民共和国国家級風景名勝区に認定された。

## 行政区画
下部に9鎮、4郷、6民族郷を管轄する。
- 鎮
  - 古州鎮、忠誠鎮、寨蒿鎮、平永鎮、楽里鎮、朗洞鎮、栽麻鎮、平江鎮、八開鎮
- 郷
  - 崇義郷、計劃郷、平陽郷、両汪郷
- 民族郷
  - 三江スイ族郷、仁里スイ族郷、塔石ヤオ族スイ族郷、定威スイ族郷、興華スイ族郷、水尾スイ族郷

## 交通

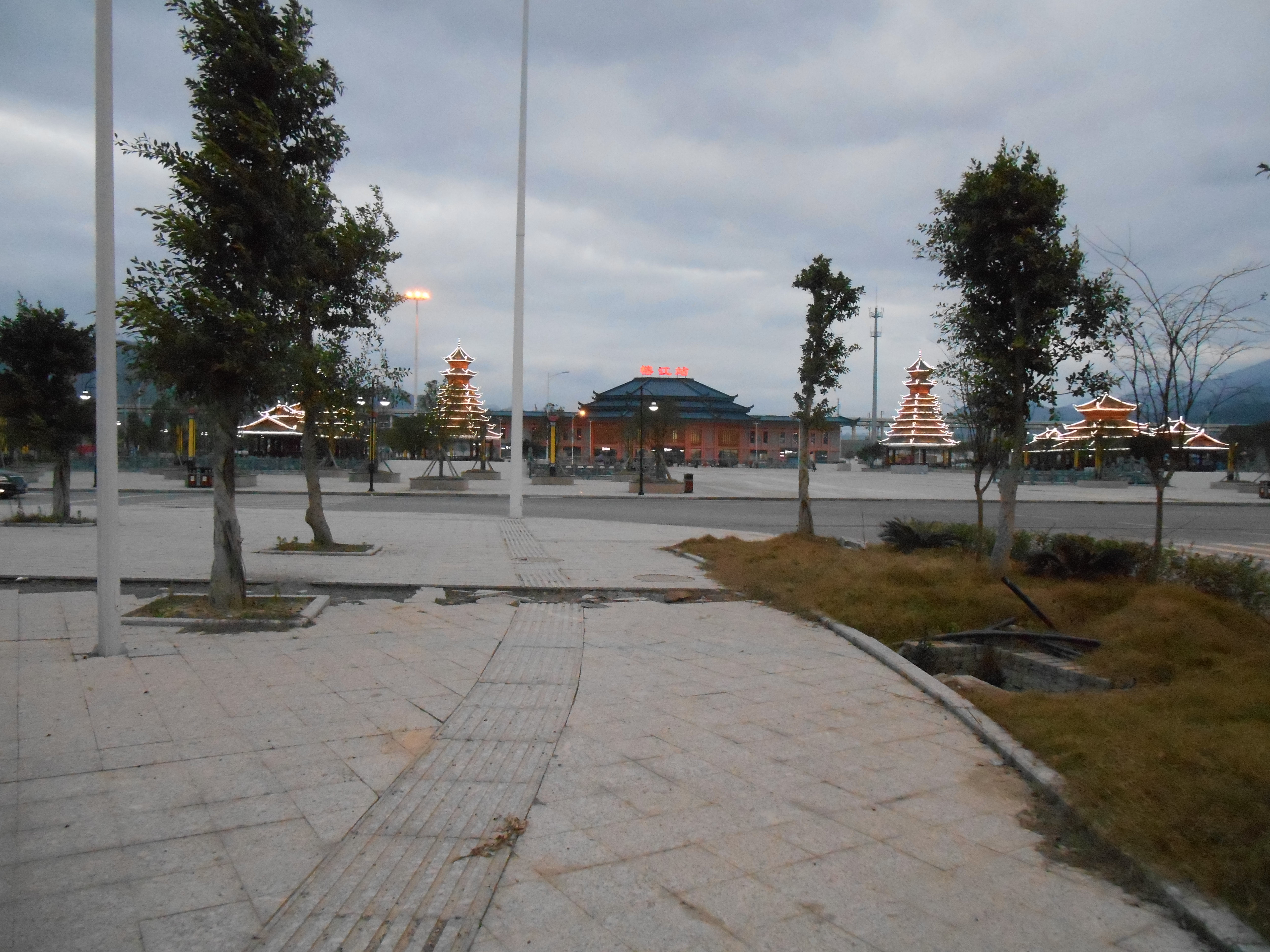
榕江駅遠景

### 鉄道
- 中国鉄路総公司
  - 貴広旅客専用線
    - 榕江駅

### 道路
- 高速道路
  - 厦蓉高速道路
  - S88 榕麻高速道路
- 国道
  - G321国道